# Aspidoceratinae
Aspidoceratinae es una subfamilia de Aspidoceratidae. Aspidoceratinae se encuentra en todo el mundo, en sedimentos del Jurásico Medio y Superior.
Aspidoceratinae se diferencia de Peltoceratinae en que carece de la etapa de nervadura biplicada temprana, o está muy reducida, y no se conocen formas con pliegues. Los apticus son bivalvos y muy duraderos, y en los "lechos de Apticus de la forma Kimmeridgiana inferior, que contienen pocas o ninguna amonita". (Kimmeridgiano es del Jurásico Superior medio, sigue al Oxfordiano y es anterior al Tithoniano).
Las primeras Aspidoceratinae ocurren con las primeras Peltoceratinae, y del mismo modo probablemente se derivan de Perisphinctidae.